# Принц таме
Принц таме (енгл. Prince of Darkness) је амерички хорор филм из 1987. режисера и сценаристе Џона Карпентера са Доналдом Плезенсом, Виктором Вонгом, Лисом Блун, Џејмсоном Паркером и Алисом Купером у главним улогама. Представља други део Карпентерове незваничне Трилогије Апокалипсе, која је започела са Створом, а завршила се са У устима лудила.
Филм је добио помешане критике и остварио готово 5 пута већу зараду од свог буџета, који је износио 3 милиона долара. Номинован је за Награду Сатурн за најбољу музику, коју је компоновао Карпентер заједно са Аланом Хауартом, с ким је још од раније сарађивао. Осим Хауарта, Карпентер је обновио и сарадњу с Доналдом Плезенсом с ким је већ сарађивао у своја 4 остварења. Многи тврде да је Принц таме најамбициознији филм Џона Карпентера.

## Радња
На позив свештеника, професор Бирак одлази са својим студентима у цркву у Лос Анђелесу, у којој се налази мистериозни предмет испуњен зеленом светлуцавом течношћу. Он у свима буди радозналост, али нико ни не слути какво се зло у њему заправо налази.

## Улоге
| Глумац               | Улога                 |
| -------------------- | --------------------- |
| Доналд Плезенс       | свештеник             |
| Виктор Вонг          | професор Хауард Бирак |
| Џејмсон Паркер       | Брајан Марш           |
| Лиса Блун            | Кетрин Денфорт        |
| Алис Купер           | улични шизофреничар   |
| Денис Дун            | Волтер                |
| Сузан Бланчард       | Кели                  |
| Ен Мари Хауард       | Сузан                 |
| Ен Јен               | Лиса                  |
| Кен Рајт             | Ломакс                |
| Дирк Блокер          | Мулинс                |
| Џеси Лоренс Фергусон | Калдер                |
| Питер Џејсон         | др Лихи               |
| Роберт Грасмер       | Френк Виндхем         |
| Томас Бреј           | Ечинсон               |